# 瑞浪バイパス

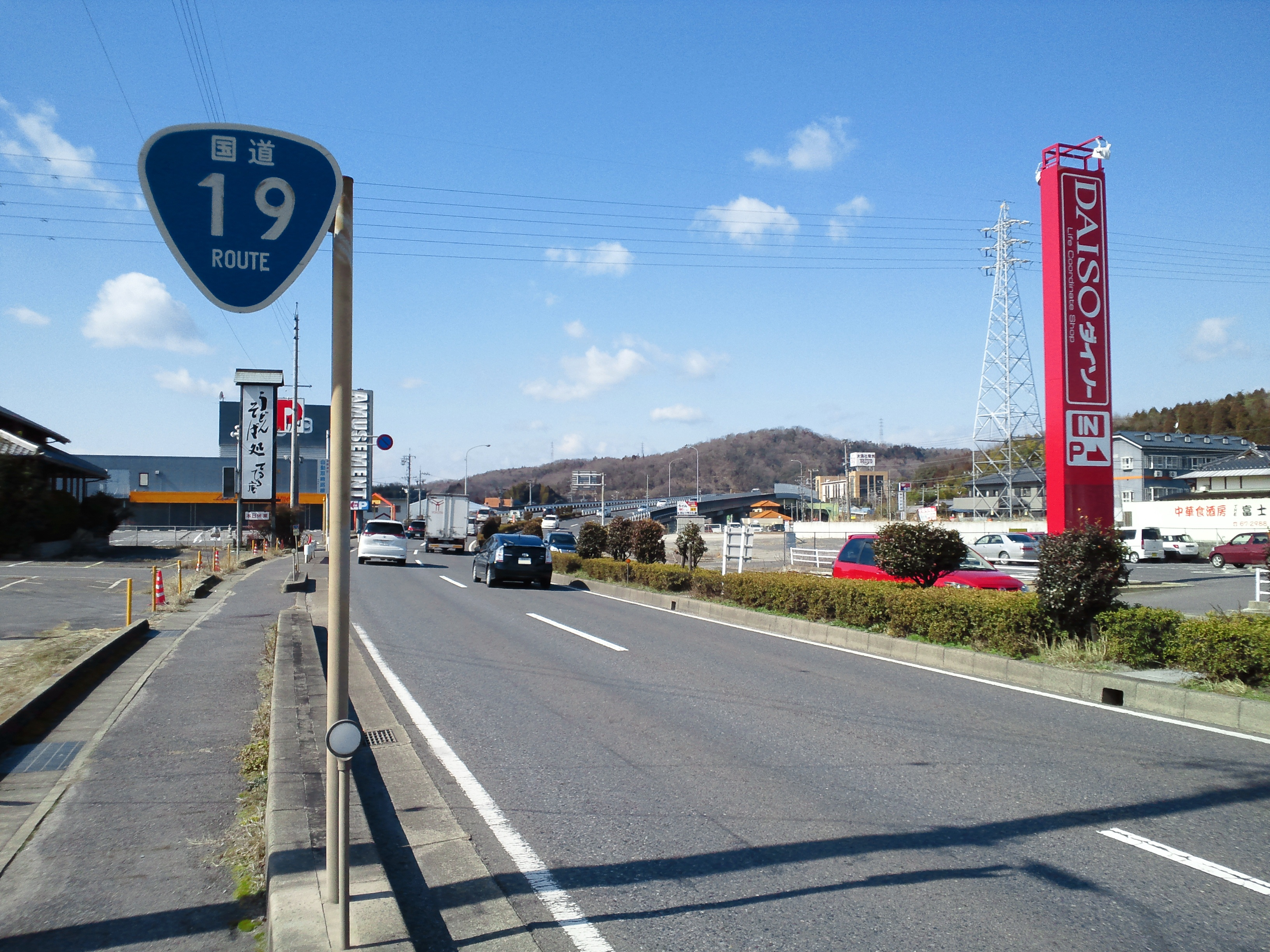
土岐市薬師町（2013年2月）。中央本線をオーバーパスする跨線橋が奥に見える

瑞浪バイパス（みずなみバイパス）は、岐阜県瑞浪市明世町山野内から瑞浪市土岐町までの国道19号のバイパス。全長7.9kmで、瑞浪市街地を南に迂回する道路。

## 概要
昭和40年代、交通量の増加による国道19号瑞浪市街地の慢性的渋滞の解消と市南部の開発のため計画、整備された。総事業費180億円。

## 沿革
- 1969年（昭和44年）：事業着手
- 1974年（昭和49年）：工事着手
- 1977年（昭和52年）：都市計画決定
- 1981年（昭和56年）：部分開通
- 1987年（昭和62年）：全線開通
- 1999年（平成11年）：全線4車線化（事業終了）

## 区間

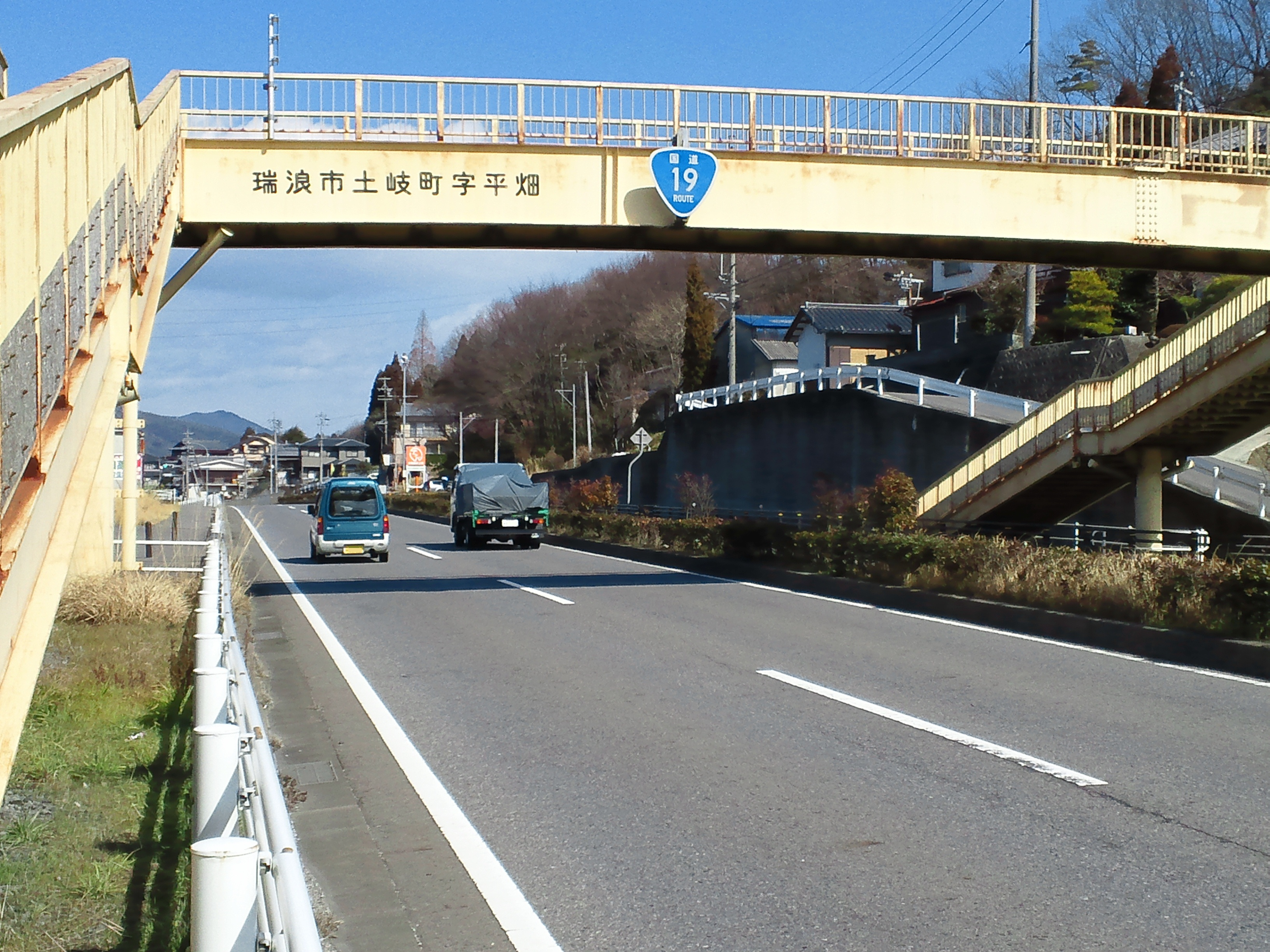
瑞浪市土岐町平畑（2013年2月）

- 始点：瑞浪市明世町山野内
- 終点：瑞浪市土岐町

## 周辺
- 土岐川
- 岐阜県立瑞浪高等学校
- 中京高等学校